# 김제덕
김제덕(金濟德, 2004년 4월 12일~)은 대한민국의 양궁 선수이다. 2019년 세계 유스 선수권 대회에서 개인전 동메달, 단체전 금메달을 획득하며 두각을 드러냈고, 2020년 하계 올림픽 국가대표로 발탁되어 안산과 함께 양궁 혼성 단체 결승전에서, 오진혁, 김우진과 함께 남자 단체전에서 금메달을 획득했다.
2024년 하계 올림픽에 국가대표로 참가하였으며, 양궁 남자 단체전에서 김우진, 이우석과 함께 금메달을 획득, 올림픽 세 번째 금메달을 기록하였다.

## 학력
- 예천초등학교(졸업)
- 예천중학교(졸업)
- 경북일고등학교(졸업)

## 생애 및 경력

### 2013~2021년: 시작한 양궁, 주목받기까지
김제덕은 예천초등학교 3학년인 2013년부터 양궁을 시작했다. 초등학교에서 양궁부 모집을 하던 시기에 초등학교 친구가 장난으로 양궁을 해보라고 권유해서 양궁을 시작했다고 말했다. 처음에는 취미로 여긴 가족들 역시 김제덕이 양궁을 하는 것을 지원했는데, 그의 아버지 김철규 역시 "단지 노는 정도로만 생각했지만 악착같은 면이 있었다"고 회상했다. 양궁을 시작한 김제덕은 1년 반만에 전국대회 메달을 휩쓰는 등 활약을 펼쳤고, 초등학교 6학년이던 2016년 SBS의 교양 프로그램인 《영재발굴단》에 출연해 자신의 이름을 알리기도 했다.
본격적으로 양궁을 시작한 김제덕은 예천중학교에 진학해 본격적으로 양궁으로의 두각을 나타내기 시작했다. 2019년 대한양궁협회로부터 우수선수상을 수상한 김제덕은 같은 해 예천에서 열린 전국 남녀 양궁종별선수권대회에 출전해 30m, 40m, 50m에서 금메달을 따낸 데 이어, 60m에서도 은메달을 따내며 개인종합 1위에 올랐다. 본인이 속한 예천중학교 역시 단체전에서 은메달을 기록하면서, 김제덕은 4관왕에 오르는 쾌거를 썼다. 이어 스페인 마드리드에서 열린 세계 주니어 선수권 대회에 출전한 김제덕은 단체전에서 금메달을, 개인전에서 동메달을 석권하며 주목받았다.
하지만 시련도 있었다. 2019년 말 2020 도쿄 올림픽 출전 선수를 선발하기 위한 국가대표 선발전에 김제덕은 1차에서 14위를 기록했으나, 갑작스레 찾아온 어깨충돌증후군(영어판)으로 인해 대회를 중도 기권했다. 하지만 2020년 3월 코로나19의 범유행으로 인해 도쿄 올림픽이 1년 미뤄지면서 김제덕은 부상을 회복하고 2021년 열린 국가대표 선발전에 다시 참여할 수 있게 되었다. 2021년 3월 27일 광주 국제양궁장에서 국가대표 선발전에 출전한 김제덕은 5위에 올라 국가대표에 승선하는 데 성공했다. 이어 4월 23일 열린 도쿄 올림픽 국가대표 선발전에서 김제덕은 3위에 올라 도쿄 올림픽 대표팀까지 오르게 되었다. 이는 올림픽에 출전하는 남자 양궁선수 중 최연소 기록이었다.

### 2021년: 2020 도쿄 올림픽에서의 활약
김제덕은 2021년 일본 도쿄도 유메노시마 양궁장에서 열린 2020 도쿄 올림픽에 출전해 본격적인 활약을 펼쳤다. 가장 먼저 도쿄 올림픽 개막일인 7월 23일 열린 양궁 남자 개인 랭킹 라운드에서 김제덕은 688점의 성적을 올리며 전체 1위에 올랐다.
이에 여자부에서 올림픽 신기록을 써내며 1위에 오른 안산과 함께 도쿄 올림픽에서 처음 시작된 양궁 혼성 단체전에 출전한 김제덕은 24일 열린 16강에서 방글라데시를 6-0으로 완파한 데 이어, 8강에서 인도를 6-2의 스코어로 꺾고 4강 고지에 선착했다. 4강에서는 멕시코를 만나 5-1의 스코어로 누르면서, 메달을 확보하는 데에 성공했다. 김제덕과 안산은 마지막 결승전에서 만난 네덜란드를 6-2의 스코어로 꺾고 금메달을 따내는 데 성공했다. 이는 2020 도쿄 올림픽 대한민국 선수단이 따낸 첫 번째 메달이자, 양궁 혼성 단체전의 초대 챔피언이 되었다는 의미를 지녔다.
김제덕 선수는 혼성 단체전에 이어 오진혁, 김우진 선수와는 양궁 남자 단체전에 출전했다. 26일 남자 단체전 첫 경기 8강에서 인도를 6-0으로 제압했다. 4강은 일본과 4-4로 동점이었으나 슛오프를 통해 결승에 진출할 수 있었다. 슛오프에서 중앙에 가장 가까운 팀이 이기는데, 이때 2.4 cm로 승부가 좌우되었고, 은메달을 확보한 것이다. 대만과의 결승에서는 6-0으로 완승해 금메달을 획득했다.
개인전에서는 그러나 27일 독일 선수에 3-7로 패했다. 김제덕은 첫 번째로 출전한 올림픽에서 금메달 2관왕을 달성하여, 유도 선수 안창림, 태권도 선수 장준과 함께 병역특례를 받았다. 그리고 문재인 대통령은 SNS로 "너무 대견하다"고 축하했으며, 대한민국 남자 국가대표 선수 중 최연소 금메달리스트라는 기록도 세웠다.
김제덕은 '파이팅'을 남녀 혼성전과 남자 단체전에서 외쳤고, 남자 개인전에서는 목이 쉬어서 외치지 못했다고 밝혔다. 언론에서는 '파이팅 보이', '파이팅 궁사' 등으로도 소개되었다. 김제덕 선수는 '파이팅'을 통해 긴장이 풀렸다고 말했고, 안산 선수도 '파이팅'이 도움이 되었다고 얘기했다.
한편 혼성 단체전 준결승에서는 김제덕이 쏘아놓은 화살 위를 안산의 화살이 관통하는 이른바 '로빈 후드 화살'이 나오기도 해 주목을 받았다. 해당 화살은 국제 올림픽 위원회가 두 선수의 유니폼과 함께 기증을 받아, 스위스 로잔에 위치한 IOC 올림픽 박물관에 전시된다.
2022년에 개최될 예정인 같은 동료 양궁 선수인 안산이랑 같이 항저우 아시안 게임도 그들의 활약이 주목될 것으로 예상된다.

### 2023년
베를린 세계 양궁 선수권 대회 남자 단체전에서 금메달을 획득하였다.
2022년 항저우 아시안 게임 남자 단체전에서 금메달을 획득하였다.

### 2024년
2024년 파리 올림픽 남자 단체전에서 금메달을 획득하며 만 20세 나이로 금메달 3개를 획득하였다.

## 수상
- 2019년 제53회 전국남여종별양궁선수권대회 개인전 금메달, 단체전 동메달
- 2019년 유스세계선수권대회(영어판) 단체전 금메달, 개인전 동메달
- 2020년 제38회 대통령기전국남여양궁대회 고등부 남자 개인전 은메달
- 2021년 제46회 문체부장관기 시도대항 양궁대회 고등부 남자 개인전 금메달
- 2021년 아시안컵 양궁대회 남자 개인전 금메달
- 2021년 2020 도쿄 올림픽 혼성팀 금메달
- 2021년 2020 도쿄 올림픽 남자 단체전 금메달